# Kosmki jelitowe

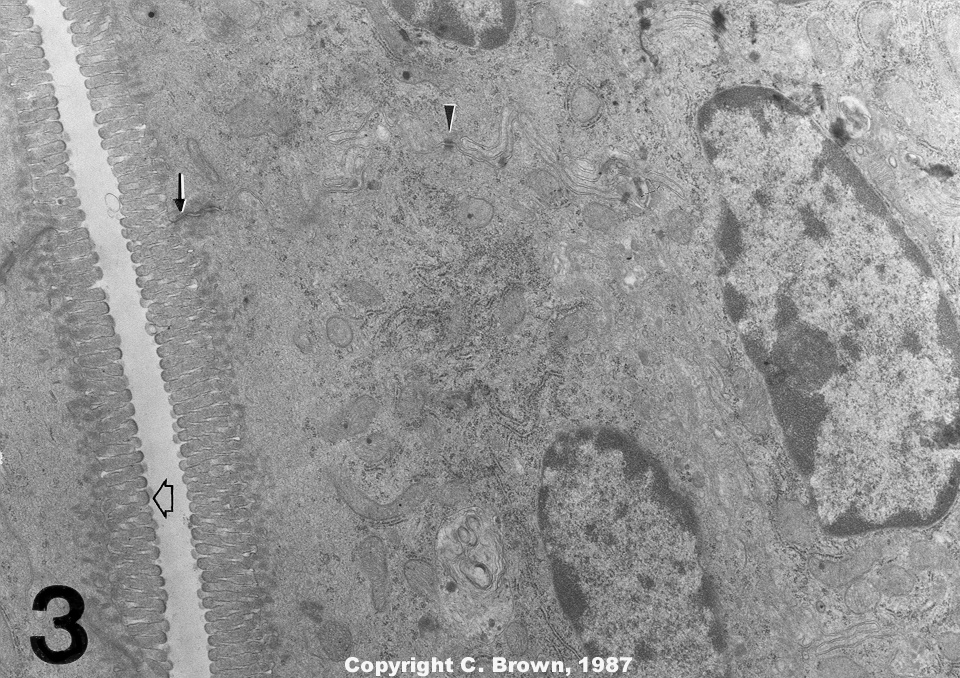
Mikrokosmki z gęstymi obszarami przyszczytowymi (pusta strzałka). Podczas gdy rozległy glikokaliks jest obecny na mikrokosmkach wielu ssaków, to na mikrokosmkach w tym badaniu nie widać glikokaliksu (obraz z mikroskopu elektronowego).

Kosmki jelitowe – małe, palcowate wypustki umieszczone na powierzchni błony śluzowej jelita cienkiego ssaków i ptaków, mające na celu zwiększenie powierzchni chłonnej. Kosmek jelita cienkiego ma od 0,3 do 1,5 mm długości, a na jeden mm² jelita jest ich od 10 do 40, a ich gęstość zmniejsza się w kierunku końca jelita cienkiego. Liczba kosmków wynosi ok. 10 milionów. Zwiększa to powierzchnię jelita cienkiego prawie 23 razy, tak więc powierzchnia chłonna jelita cienkiego osiąga wymiary do 200 m². Tkanka jest unerwiona. Tkanka nabłonkowa kosmka pokryta jest mikrokosmkami, co dodatkowo zwiększa powierzchnię. W każdym kosmku jelitowym znajdują się naczynia krwionośne i limfatyczne. Naczynia limfatyczne transportują kwasy tłuszczowe, a naczynia krwionośne transportują aminokwasy, niewielkie peptydy i węglowodany, które trafiają do wątroby żyłą wrotną. W dwunastnicy są one niższe i mają kształt liściasty lub grzebieniowaty, natomiast w niższych odcinkach jelita cienkiego są cylindryczne lub buławowate.
Pomiędzy kosmkami znajdują się ujścia gruczołów jelitowych.